# Veracruz (Honduras)
Veracruz es un municipio del departamento de Copán en la República de Honduras.

## Toponimia
Su nombre proviene del latín Vera Crux que significa: La Verdadera Cruz.

## Límites
Veracruz está situado en la parte central del departamento de Copán y su cabecera, el Pueblo de Veracruz, situado en el Valle de Quetuna y en la base sur del Cerrón.
| Orientación | Límite                                  |
| ----------- | --------------------------------------- |
| Norte       | Municipio de Trinidad de Copán, Copán   |
| Norte       | Municipio de San José, Copán            |
| Sur         | Municipio de Santa Rosa de Copán, Copán |
| Este        | Municipio de Santa Rosa de Copán, Copán |
| Este        | Municipio de San José, Copán            |
| Oeste       | Municipio de Dolores, Copán             |

## Historia
Antiguamente era la Aldea de Quetuna.
En 1896, en la División Política figuraba como Aldea del Municipio de San José.
En 1902 (3 de junio), los vecinos de dicha Aldea piden la creación de un nuevo Municipio, Erigese en Municipio la Aldea de Veracruz, comprendida en la jurisdicción de San José, Departamento de Copán.

## División Política
Aldeas: 4 (2013)
Caseríos: 23 (2013)
| Código | Aldeas                            |
| ------ | --------------------------------- |
| 042301 | Veracruz (cabecera del municipio) |
| 042302 | Agua Caliente                     |
| 042303 | El Triunfo                        |
| 042304 | San Antonio                       |